# Okalew (Łódź)
Pour les articles homonymes, voir Okalew.
Okalew est une localité polonaise de la gmina d'Ostrówek, située dans le powiat de Wieluń en voïvodie de Łódź.